# Maurice Schumann

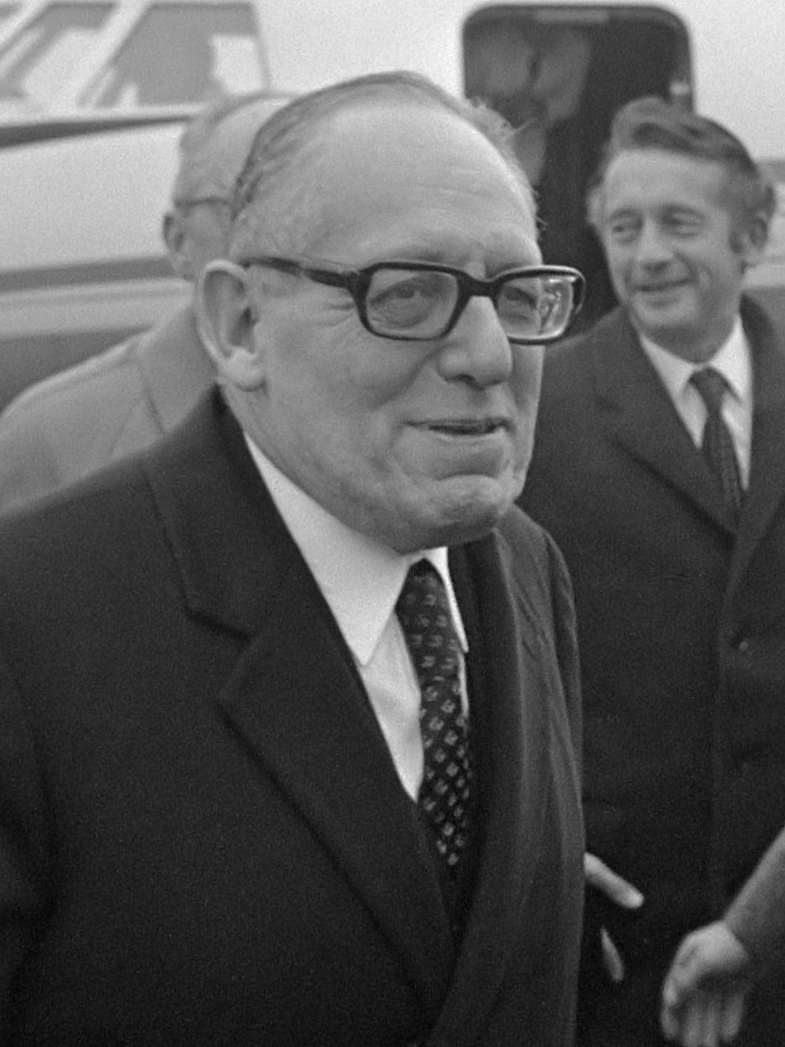
Maurice Schumann (1969)

Maurice Schumann (* 10. April 1911 in Paris; † 9. Februar 1998 ebenda) war ein französischer christdemokratischer, später gaullistischer Politiker (MRP, UDR, RPR). Er war von 1944 bis 1949 Parteivorsitzender des Mouvement républicain populaire, von 1945 bis 1968 Abgeordneter in der Nationalversammlung, von 1969 bis 1973 Außenminister sowie von 1974 bis zu seinem Tod Senator.

## Leben
Schumann, Sohn eines Textilindustriellen von elsässisch-jüdischer Herkunft und einer Belgierin, absolvierte das Lycée Janson de Sailly und das Lycée Henri IV und erwarb dann an der philosophischen Fakultät der Sorbonne (Faculté des lettres de Paris) ein Lizentiat. In seiner Jugend konvertierte er zum Katholizismus. Von 1935 bis 1939 arbeitete er als Journalist und war in dieser Zeit Mitglied der sozialistischen Partei SFIO. Nach Beginn des Zweiten Weltkrieges meldete er sich freiwillig zur Armee und diente als Militärdolmetscher bei der British Expeditionary Force.
Am 21. Juni 1940 fuhr er von Saint-Jean-de-Luz aus mit dem polnischen Passagierschiff Batory nach London, wo er sich mit Charles de Gaulle in Verbindung setzte. Schumann hielt eine tägliche Ansprache in der BBC. Er forderte die Franzosen zum Widerstand auf und wurde die Stimme des Freien Frankreichs genannt. Später war Schumann offizieller Sprecher der französischen Exilregierung. Er erfuhr als einer der ersten Franzosen von der Invasion Frankreichs und nahm als Hauptmann an der Befreiung von Paris teil. Als Vertreter der Befreiungs-Streitkräfte gehörte er der provisorischen Konsultativversammlung an.

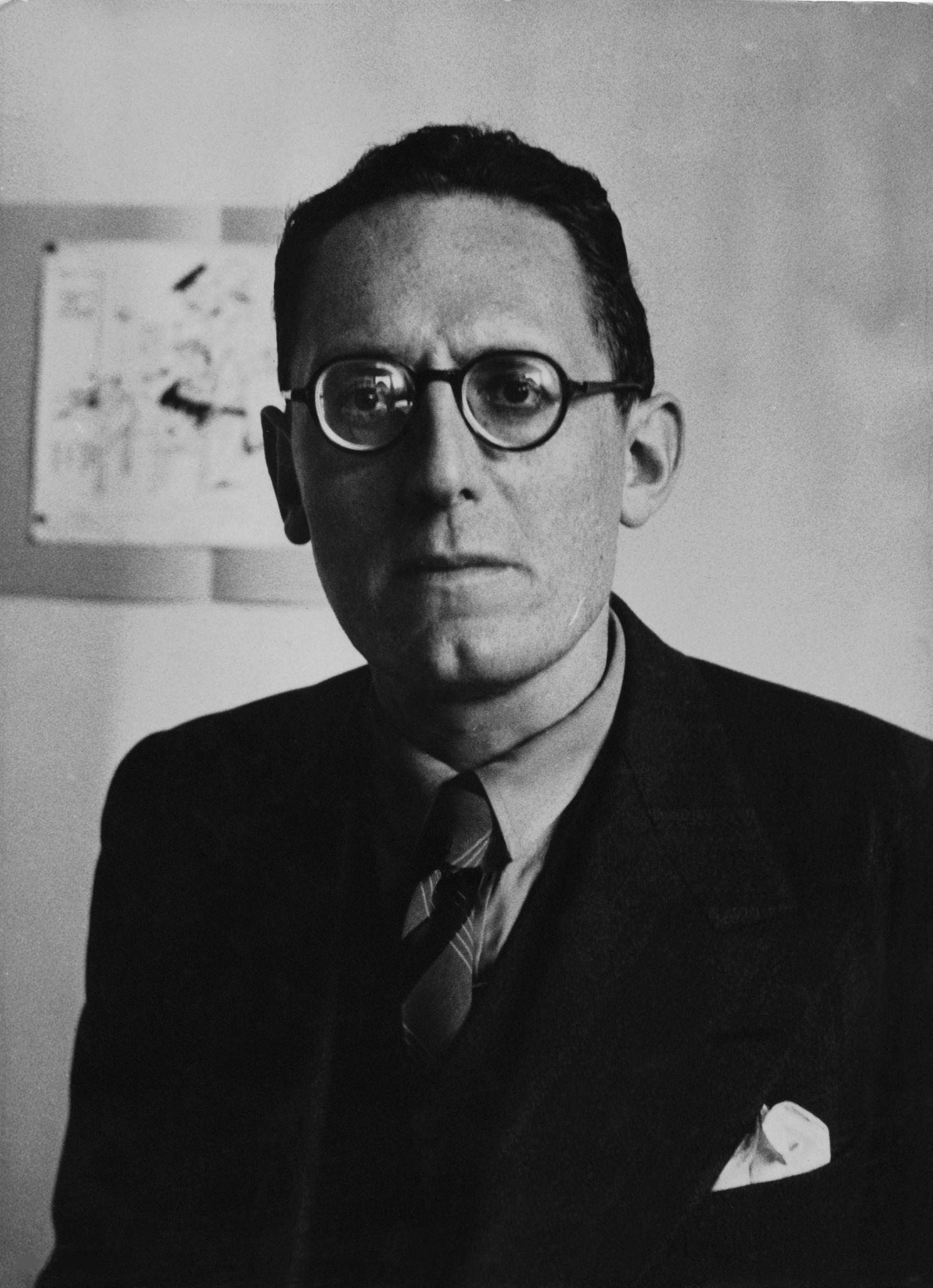
Schumann um 1950

Im November 1944 beteiligte er sich an der Gründung des christdemokratischen Mouvement républicain populaire (MRP; „Volksrepublikaner“) und wurde dessen erster Vorsitzender. 1945 wurde Schumann in die verfassunggebende Nationalversammlung gewählt. Von der Gründung der Vierten Republik 1946 bis 1973 gehörte er als Abgeordneter des Départements Nord der Nationalversammlung an. 1950 und 1953 vertrat er Frankreich bei den Vereinten Nationen. Von 1951 bis 1954 war er Staatssekretär im französischen Außenministerium.
Nach Ausrufung der Fünften Republik hatte Schumann von 1959 bis April 1962 den Vorsitz im außenpolitischen Ausschuss der Nationalversammlung. Während der Präsidentschaft Charles de Gaulles wurde Schumann im April 1962 beigeordneter Minister für Raumplanung in Georges Pompidous erstem Kabinett. Er trat jedoch am 16. Mai 1962, wie die anderen MRP-Minister, aus Protest gegen de Gaulles Europapolitik zurück – der Präsident bevorzugte regelmäßige Treffen der Staatschefs gegenüber gemeinsamen europäischen Institutionen. Von Dezember 1962 bis März 1967 war Schumann erneut Vorsitzender des Auswärtigen Ausschusses.
Im April 1967 wurde er Ministre d’État (d. h. einer der höchstrangigen Minister) im Kabinett Pompidou IV, zuständig für Forschung, Atom- und Weltraumfragen. Nach der Auflösung des MRP trat Schumann im selben Jahr zur gaullistischen Union des démocrates pour la République (UDR) über. Nach den Maiunruhen 1968 übernahm er das Ministerium für soziale Angelegenheiten, das er auch im Kabinett Couve de Murville – weiterhin als Ministre d’État – bis Juni 1969 leitete. Anschließend war Schumann Außenminister unter den Regierungschefs Jacques Chaban-Delmas und Pierre Messmer. Seine außen- und europapolitische Rolle wurde oft mit dem Bonmot beschrieben, er sei „der europäischste unter den Gaullisten und der gaullistischste unter den Europäern“ (le plus européen des gaullistes et le plus gaulliste des européens). Nachdem er bei der Parlamentswahl im März 1973 seinen Wahlkreis knapp an den sozialistischen Kandidaten verloren hatte, trat er als Außenminister zurück.
Im September 1974 wurde er als Vertreter des Départements Nord in den Senat gewählt, dem er 24 Jahre bis zu seinem Tod 1998 angehörte. Ab 1976 war er Mitglied der UDR-Nachfolgepartei Rassemblement pour la République (RPR). Von 1977 bis 1983 war er Vizepräsident des Senats, von 1986 bis 1995 Vorsitzender des Senatsausschusses für Kultur und Bildung.
Daneben verfasste Schumann zahlreiche Essays, Sachbücher und Romane. Am 7. März 1974 wurde er in die Académie française aufgenommen, wo er als Nachfolger Wladimir d’Ormessons auf dem Sessel Nummer 13 saß. Er war zudem Ritter der Ehrenlegion und Träger des Ordre de la Libération.

## Veröffentlichungen (Auswahl)
- Unter dem Pseudonym André Sidobre: Les Problèmes ukrainiens et la paix européenne. Jouve, Paris 1939.
- Le vrai malaise des intellectuels de gauche. Plon, Paris 1957.
- Le rendez-vous avec quelqu'un. Juillard, Paris 1962.
- La Communication. Juillard, Paris 1974.
- Talleyrand, prophet of the “Entente cordiale”. Clarendon Press, Oxford 1977.
- Un certain 18 juin. Plon, Paris 1980.
- Une grande imprudence. Flammarion, Paris 1986.